# Michael Myers
Pour les articles homonymes, voir Myers.
Ne doit pas être confondu avec Mike Myers.
 (octobre 2022).
Si vous disposez d'ouvrages ou d'articles de référence ou si vous connaissez des sites web de qualité traitant du thème abordé ici, merci de compléter l'article en donnant les références utiles à sa vérifiabilité et en les liant à la section « Notes et références ».
Michael Myers est le personnage principal de la série de films Halloween. Il apparut pour la première fois dans Halloween, La Nuit des masques (1978), puis dans onze des douze autres volets, dont il est l'antagoniste et la figure centrale, partageant la vedette avec Laurie Strode, une de ses premières victimes devenue son ennemie jurée, et son psychiatre le Dr Samuel Loomis.
Enfermé en asile psychiatrique après avoir assassiné sa sœur aînée à l'âge de six ans, il s'en échappe quinze ans plus tard en 1978 pour revenir dans sa ville natale, Haddonfield, où il procède à un nouveau massacre à l'occasion de la nuit d'Halloween - la jeune Laurie Strode et les enfants que celle-ci gardait lui échappent de justesse.
Son histoire varie ensuite selon les différentes chronologies de la série, qui se contredisent entre elles. Dans les chronologies initiales, il poursuit sa traque sans relâche pendant plusieurs années contre Laurie ou la fille de celle-ci Jamie Lloyd, qui s'avèrent être liées à lui par le sang. Dans la chronologie de 2018, il a été arrêté et ré-interné pendant quarante ans, avant de s'échapper à nouveau pour poursuivre son œuvre de mort et revenir tourmenter Haddonfield et la famille de Laurie.
Selon le Dr Loomis, Michael Myers n'a rien d'humain : il est plutôt une entité maléfique semant la mort autour de lui avec de simples armes blanches, souvent subtilisées dans les cuisines de ses victimes. Quasi-invincible, ne parlant pas et n'exprimant aucune émotion autre que la brutalité, il est surnommé « le croque-mitaine ».
Première vraie figure du genre du slasher avec le précurseur Leatherface (Massacre à la tronçonneuse), ce personnage a ouvert la voie à un grand nombre de tueurs en série de fiction qui feront les belles heures du cinéma d'horreur dans les années 80 et au-delà, tels Jason Voorhees (Vendredi 13), Freddy Krueger (Freddy) et plus récemment Ghostface (Scream).

## Biographie de fiction

### Halloween, La Nuit des masques
Il naît le 19 octobre 1957. Le 31 octobre 1963 à Haddonfield, Michael, âgé de six ans, poignarde sa sœur Judith âgée de seize ans  à l'aide d'un couteau de boucher et d'un costume d'Halloween. Michael est alors interné à Smith's Grove où il est soigné par le Dr Samuel Loomis. Le 30 octobre 1978, Michael, alors âgé de vingt-et-un ans, s'échappe pour revenir à Haddonfield, alors que le Dr Loomis devait le faire transférer pour être jugé pour le meurtre de sa sœur. Sur la route, il tue un garagiste avant de lui voler sa combinaison. Le lendemain à Haddonfield, il vole ensuite des couteaux, un masque ainsi qu'une corde. Il suit et observe Laurie Strode et ses amis. Il les pourchasse, et c'est là que les meurtres vont commencer. Au moment où il allait tuer Laurie, le Dr Loomis intervient et lui tire six balles dans le corps. Michael tombe du balcon. Cependant, quand le Dr Loomis regarde par la fenêtre, Michael a déjà disparu.

### Halloween 2
Le 31 octobre 1978, Laurie est transportée à l'hôpital d'Haddonfield. Michael la poursuit sans cesse en tuant tous ceux qui se trouvent dans l'hôpital pour finir enfermé dans une pièce contenant des bouteilles de gaz avec le Dr Loomis. Laurie tire deux balles dans les yeux de Michael qui est maintenant aveugle. Le Dr Loomis ouvre les bouteilles de gaz et allume son briquet, provoquant ainsi une explosion. Michael et lui meurent brûlés. Du moins, c'est ce que l'on croit...

### Halloween 4: Le Retour de Michael Myers
Le 30 octobre 1988, Michael Myers est toujours vivant. Gravement brûlé et dans le coma, il doit être transféré ce soir-là du Ridgemont Federal Sanitarium jusqu'à Smith's Grove, son état ne nécessitant plus un séjour prolongé à l'asile de haute sécurité de Ridgemont. Pendant le transfert, Michael sort du coma quand il entend des infirmiers dire qu'il lui reste une nièce (la fille de Laurie Strode) à Haddonfield. À ces mots, Michael tue les deux infirmiers et, voyant à nouveau, il se remet en chasse et poursuit sa nièce, Jamie Lloyd, mais le Dr Loomis, défiguré par l'explosion à laquelle il a lui aussi survécu, veille à la survie de Jamie. Au cours de la traque contre Jamie, la police tire en masse sur Michael qui tombe dans un puits.

### Halloween 5: La Revanche de Michael Myers
Le 30 octobre 1989, Jamie, qui est possédée par l'esprit de Michael, est internée dans une clinique pour enfants à Haddonfield. Son oncle a survécu à ses blessures, ayant réussi à se traîner hors du puits avant que la police ne lance de la dynamite pour en finir avec lui. Il est resté toute une année chez un vieillard, qui l'a repêché, dans une sorte de cabane qui fait office de maison. Le jour où il se réveille, il tue le vieil homme et repart à sa traque contre Jamie. Michael Myers est capturé par le Dr Loomis par l'intermédiaire de Jamie et finit en prison. Pourtant, Michael réussit à s'échapper grâce à l'aide d'un mystérieux homme en noir. Le psychopathe tue alors tout ce qui bouge.

### Halloween 6: La Malédiction de Michael Myers
Le 30 octobre 1995, Michael Myers est prisonnier d'une mystérieuse secte avec Jamie et son bébé. Sa nièce arrive à s'échapper et Michael la poursuit, il réussit à tuer Jamie mais ne trouve pas le bébé. Durant la nuit d'Halloween, il tue tous ceux qui se mettent sur son chemin, dont la famille Strode, qui habitent dans son ancienne maison et surtout, les membres de la secte qui l'ont gardé prisonnier. Le docteur Loomis sort de sa retraite pour un ultime face à face avec le tueur d'Halloween.

### Halloween, 20 ans après
En 1998, Michael retrouve la trace de Laurie Strode, qui est devenue directrice d'une école secondaire. Cette dernière a changé d'identité (elle s'appelle désormais Keri Tate) et élève son fils John. Michael revient une nouvelle fois, avec la ferme intention de tuer sa sœur et son neveu et il tuera quiconque se mettra dans son chemin vers son ultime adversaire. À la suite d'une longue poursuite dans l'établissement, Laurie réussit à coincer Michael entre une voiture et un tronc d'arbre dans un bois avoisinant l'école. Alors que le tueur essaie de faire parvenir de la pitié chez sa sœur, cette dernière le décapite d'un coup de hache, mettant fin à son cauchemar qui durait depuis maintenant 20 ans.

### Halloween: Resurrection
En 2001, lorsqu'elle apprend que Michael n'est pas mort et qu'il rôde toujours (sa mort dans le film précédent ayant subi un retcon), Laurie se fait interner dans un asile. La traque recommence, mais cette fois Michael tue Laurie. Un an plus tard, à la suite d'un jeu de télé-réalité diffusé sur Internet qui a lieu dans sa maison d'enfance, lieu du drame originel, Michael repart pour Haddonfield et s'en prend aux candidats. Le producteur croit l'avoir tué en l'électrocutant et en le brûlant mais une fois arrivé à la morgue, celui-ci ouvre les yeux.

### Halloween(2007)
Dans le remake réalisé par Rob Zombie, Michael est d'abord un enfant de 10 ans perturbé par d'étranges pulsions meurtrières. La nuit d'Halloween, il passe à l'acte et assassine la moitié de sa famille au couteau de cuisine, il est ensuite immédiatement placé en hôpital psychiatrique. Quinze ans plus tard, la veille d'Halloween, Michael, devenu un géant de plus de deux mètres à la force inouïe, s'échappe et prend la direction d'Haddonfield pour retrouver sa sœur, Laurie Strode, devenue adolescente. Il retrouve Laurie, la kidnappe et l'amène dans leur maison d'enfance. Laurie poignarde Michael dans l'épaule et tente de s'enfuir. Mais Michael semble pouvoir résister au coup et se relève, manque d'attraper Laurie avant que celle-ci ne réussisse à sortir par un conduit d'aération. Le docteur Loomis, le psychiatre de Michael, arrive et tire sur Michael, celui-ci allant presque tuer Laurie qui était tombée dans le creux d'une piscine vide. Mais Michael se lève encore, attrape Laurie et blesse Loomis et court de plus belle après Laurie. Celle-ci passe à travers le plafond, et se fait rentrer dedans par Michael et tous les deux passent à travers une fenêtre. En bas, Laurie tire une balle dans le visage de son frère.

### Halloween 2(2009)
Présumé mort, Michael est chargé dans une ambulance séparée. Lorsque le conducteur a un accident de la circulation, Michael se réveille et s'échappe, non sans avoir arraché la tête de l'ambulancier. Il marche vers une vision de sa mère, Deborah, vêtue de blanc accompagné d'un cheval blanc. Plus tard, alors que Michael a eu une nouvelle fois des visions du fantôme de Deborah avec lui-même enfant, qui lui annoncent qu’Halloween approche, et qu'il est temps de ramener Laurie à la maison. Il se met en route pour Haddonfield. Après que Michael a réussi à retrouver Laurie, il l’emmène dans un hangar. Les policiers retrouvent Michael et entourent le hangar. Deborah dit à Michael qu'il est temps de rentrer à la maison et Michael surprend Loomis qui venait d'entrer dans le hangar, en défonçant son visage et le poignardant à la poitrine. Michael est abattu de deux balles par le shérif Brackett et tombe dans les herses des équipements agricoles, mort.

### Halloween(2018)
- Ce nouvel opus se déroule directement après le premier film de 1978 et, volontairement, n'inclut pas les suites.

Dans ce film se situant 40 ans après le premier, Michael Myers, âgé maintenant de 61 ans, est de nouveau interné à l'asile psychiatrique à la suite du massacre d'Halloween. Toujours plongé dans le mutisme et dans le mal, Michael arrive cependant à s'échapper lors d'un accident d'autobus qui avait pour but de le transférer dans un institut différent. Il assassine les passagers d'une voiture et suit deux enquêteurs avant de les assassiner dans les toilettes publiques d'une station service. Il récupère son masque, enfile une combinaison d'un technicien de maintenance qu'il assassine et se dirige à nouveau vers Haddonfield, où il tue de nombreuses personnes.
Laurie Strode, traumatisée par les événements de la nuit d'Halloween 1978, vit isolée dans une maison fortement sécurisée. Elle a passé sa vie entière à se préparer pour le retour de Michael, qui, dans ce nouveau film, n'a aucun lien de parenté avec Laurie. Elle a une fille, Karen Strode, de qui elle a perdu la garde, et une petite fille, Allyson. Elles habitent à Haddonfield. La jeune adolescente est la première à voir Michael, qui a tué son ami. Elle se réfugie chez des inconnus, mais lorsqu'elle est embarquée dans la voiture du policier Frank Hawkins, le docteur de Michael, à la recherche du patient, perd la raison et blesse gravement  à la gorge Hawkins lorsqu'il croît Michael mort après que la voiture l'ait percuté. Le docteur embarque le tueur inconscient, et se dirige vers la maison de Laurie Strode, où la famille Strode s'est réfugiée lorsque Laurie a appris que Michael était en liberté. Mais Michael tue le docteur, ainsi que deux policiers en patrouille près de la maison. Allyson s'échappe et rejoint sa famille, et Michael se dirige vers sa cible finale. Après un long combat entre Laurie et Michael, celui-ci est emprisonné dans la cave de la maison, où Laurie avait installé un piège. Des gaz sont libérés dans la maison et celle-ci brûle avec Michael, Laurie croyant Michael mort. Les trois survivantes sont amenées au loin par une voiture qui passait.

### Halloween Kills(2021)
Michael Myers est de retour. Celui ci a survécu à l'incendie déclenché par les filles. Il revient prendre sa vengeance mais tous les habitants de la ville l'attendent ainsi que les survivants des films précédents. Il se fera piéger par Karen et subira un lynchage par les habitants d'Haddonfield qui se déchainent sur lui. Finalement, Michael Myers réussit à tuer le groupe de citoyen ainsi que Karen.

### Halloween Ends(2022)
Après les évènements de Halloween Kills, Michael Myers ayant survécu, se réfugie pendant 4 ans dans les égouts. Il sort de sa tanière quand un jeune homme, Corey Cunningham, ayant été accusé du meurtre d'un enfant qu'il gardait 3 ans plus tôt, se retrouve dans le refuge du tueur. D'ailleurs, Corey fréquente Allyson, la petite-fille de Laurie.                            Corey va ensuite tomber dans une folie meurtrière et va même jusqu'à voler le masque de Myers pour tuer les personnes qu'il déteste.                                                   
Le soir d'halloween, après une série de meurtres de sang-froid, Corey se rend chez Laurie (qui vit maintenant avec Allyson et Lindsey) pour la tuer, mais l'ultime survivante ne se laisse pas faire, elle lui tire dessus et Corey va ensuite se planter son couteau dans la gorge, faisant croire à Allyson que Laurie l'a tué. Quelque temps après, c'est le vrai Michael qui arrive pour tuer Laurie. Après avoir achevé Corey qui était toujours en train d'agoniser dans le couloir, Michael trouve Laurie et l'attaque dans la cuisine. Après un long affrontement final que Laurie finit par gagner en lui tranchant les poignets et la gorge, Michael est transporté par la police pour une exécution publique. Effectivement Laurie le met dans une déchiqueteuse d'une décharge à ordures, tandis que la ville entière d'Haddonfield voit le corps de Michael Myers se broyer peu à peu. En tuant Michael, Laurie met aussi fin à ses souffrances et à celles de toute la ville depuis 40 ans. On voit à la fin du film que Laurie a gardé le masque de Michael chez elle.

## Description

### Apparence
De manière générale, Michael Myers  possède une stature physique assez imposante et il mesure environ 1,90 m. Dans les deux remakes de Rob Zombie, Michael a un physique titanesque (l'acteur qui l'interprète, Tyler Mane, un ancien catcheur, mesure 2,06 m). Il porte un masque blanc très inquiétant (qui fait référence au Capitaine Kirk de la saga Star Trek), ainsi qu'une combinaison de garagiste qu'il a volée à un mécanicien après l'avoir tué. Sa combinaison se traduit en anglais "coverall" de la marque Big Mac de couleur gris foncé.

### Masque
Le légendaire masque blanc de Myers est en fait le masque fabriqué en 1975 du capitaine Kirk (de Star Trek) interprété par William Shatner. Tommy Lee Wallace, chef décorateur du tournage, l'acheta pour deux dollars, ainsi qu'un masque de clown, afin de trouver l'allure du tueur. Le masque de Kirk fut légèrement arrangé (yeux agrandis, rouflaquettes enlevées et peint en blanc bleuté). Quand Nick Castle fit les essais, le masque de clown fut jugé très bien car en décalage complet avec la folie meurtrière du personnage, mais le masque blanc, dérangeant par son absence totale d'expression, donna des frissons à toute l'équipe de tournage et fut alors conservé. Il demeure l'un des déguisements les plus en vogue pour la fête d'Halloween aux États-Unis. Le masque de clown n'est pas totalement abandonné et sera porté plus tard par l'enfant Michael dans les remakes. Carpenter a aussi avoué s'être inspiré du masque apparaissant dans le film Les yeux sans visage de Georges Franju.

### Personnalité
Michael Myers n'est tout d'abord pas un homme « normal », c'est un être doté d'une intelligence certaine mais qui se limite à la perception du mal et du meurtre. Il a un regard dans lequel on ne peut apercevoir que de la haine, ainsi qu'une certaine absence des notions de bien et de mal. Dépourvu de sentiments, il tue souvent des innocents, tout simplement parce qu'ils ont la malchance de croiser son chemin. Mais il a deux types de victimes prioritaires : les adolescents (plus souvent les filles) qui s'adonnent à la sexualité (victimes typiques des films d'horreur), et surtout les derniers membres vivants de sa famille.
Dans les remakes, le personnage est très différent : il n'est pas subitement frappé par le mal mais sombre progressivement dans la folie au milieu d'un entourage violent. Il n'est fort et invincible que grâce à sa forte carrure, et il n'est nullement prouvé qu'il se relève de ses blessures d'une quelconque manière paranormale. Il est beaucoup plus violent dans ses tueries mais ne compte pas forcément tuer Laurie, il souhaite juste qu'elle le reconnaisse. Il n'y a aucune histoire de malédiction dans son parcours meurtrier, mais l'expression d'un psychisme dérangé. Autrement dit, le Michael Myers des remakes est beaucoup plus humain que l'original, et est dérangé plutôt que possédé.

### Pouvoirs
Au fur et à mesure des épisodes, un élément caractéristique s'intensifie : son invulnérabilité absolue. Sa capacité à résister aux balles et à toutes sortes de sévices en font une sorte d'être surhumain, d'incarnation du Mal absolu. Michael possède également une stature imposante et possède une force absolument surhumaine il est par exemple capable de briser des vitres en un seul coup de poing où de soulever dans les airs ses victimes à une main sans trop de difficulté. Cela en fait un infatigable poursuivant qui ne laisse aucun répit à sa victime, cherchant à la tuer par tous les moyens. Son arme est un couteau de boucher (un hommage à Norman Bates) mais il a d'autres façons de tuer, faisant parfois preuve d'une imagination perfide.

## Création du personnage
Depuis sa première apparition en 1978, l'image et le nom de Michael Myers se sont distillés dans des pans entiers de la culture, populaire ou non, et le tueur impassible est devenu une icône puissante et mercantile.
Dans le premier film, Michael Myers adulte est dénommé « La silhouette » à la fin du générique. Le personnage tire son nom du distributeur Michael Myers, qui a travaillé avec Debra Hill et John Carpenter sur Assaut.
Selon John Carpenter, Myers l'a aidé « dans le London Film Festival, c'est plus ou moins là que j'ai commencé à me faire un nom donc je me suis dit que je lui étais redevable. C'était mon hommage à cet homme qui m'a été cher, très cher ». Carpenter désirait « élever le personnage de Michael Myers au statut de mythe ; en faire un humain, oui, mais une sorte de force, une force qu'on ne peut ni arrêter, ni ignorer ». Il ne voulait pas donner d'arrière-plan, de passé ou d'histoire à Michael mais le faire directement commencer dans sa « situation de légende ». Dans l'élaboration du personnage, Carpenter expliqua qu'il s'était inspiré du « robot tueur indestructible » de Yul Brynner dans le Westworld de Michael Crichton. Carpenter pensait que ce type de personnage, cette « force » était plus terrifiante qu'un personnage plus réel. Le but du masque de Michael est d'ailleurs d'aider à illustrer cela, car il « gommait les traits humains (...), faisant de lui une force maléfique, irrationnelle et inarrêtable ».
En réalisant le remake de 2007, Rob Zombie a expliqué ses intentions quant au personnage : il voulait faire de Michael Myers le personnage principal de son film. Zombie estimait que le personnage pourrait être « plus intense » s'il était plus qu'un « truc sans visage flottant en arrière-plan ». Zombie pensait qu'il était important de voir les évènements qui avaient forgé le personnage, que ça le rendrait « plus dérangeant » aux yeux du public.

### Interprétation
À la différence de la série des Griffes de la Nuit, où un seul acteur endosse le maquillage du tueur Freddy Krueger, le fait que Michael Myers soit presque immanquablement masqué a permis à plusieurs acteurs de jouer son rôle depuis 1978. 
Dans le premier film, trois acteurs se partagent le rôle de Michael Myers à l'âge adulte : Nick Castle (pour la plupart des scènes, où le personnage est surnommé « La Forme »), Tony Moran (l'unique fois où Myers est démasqué et où son visage est clairement visible par le spectateur) et Tommy Lee Wallace (l'attaque de Laurie dans le placard). On peut également rajouter que les mains du petit Michael qui tiennent le couteau lors de la scène d'ouverture sont celles de la productrice Debra Hill, que Will Sandin joue Michael à six ans, et quand « La Forme » tombe du balcon, c'est le cascadeur Jim Windburn qui se trouve derrière le masque. Par la suite, on confia le rôle du tueur fou à des cascadeurs professionnels : Dick Warlock (2), George P. Wilbur (4 et 6), Donald Shanks (5), A. Michael Lerner (6), Chris Durand (H20) et Brad Loree (Résurrection). 
À compter du « reboot » de la franchise par Rob Zombie en 2007, c'est l'acteur et ancien catcheur Tyler Mane qui enfile le masque, tandis que Daeg Faerch et Chase Vanek jouent Michael enfant, respectivement dans le premier et second film.
Si Nick Castle frôlait le mètre 80, et Dick Warlock ne dépassait pas 1,75 mètre, à compter du 4e film, tous les acteurs interprétant Michael Myers mesurent en moyenne 1,88 mètre, Tyler Mane demeurant le plus grand d'entre eux, culminant à 2,03 mètres. Par ailleurs, Nick Castle reprend son rôle pour le film de 2018, cependant, il s'agit là d'un simple caméo. C'est James Jude Courtney qui est le principal interprète de Myers.

## Autres médias
- Michael Myers apparaît dans le FPS Call of Duty : Ghosts où il est jouable après avoir effectué un ordre de mission sur la carte Fog du premier DLC Onslaught.
- Michael Myers est aussi jouable dans le DLC Halloween du jeu Dead by Daylight avec son ennemie Laurie Strode.
- Michael Myers apparaît dans le jeu Fortnite en 2023 en tant que personnage jouable pour célébrer les fêtes d'halloween.

## Filmographie
- Halloween, La Nuit des Masques (Halloween, John Carpenter, 1978) avec Will Sandin (enfant), Tony Moran et Nick Castle (adulte)
- Halloween 2 (Halloween 2, Rick Rosenthal, 1981) avec Adam Gunn (enfant), Tony Moran et Dick Warlock (adulte)
- Halloween 4 : Le Retour de Michael Myers (Halloween 4: The Return of Michael Myers, Dwight Little, 1988) avec Erik Preston (enfant), George P. Wilbur et Tom Morga (adulte)
- Halloween 5 : La Revanche de Michael Myers (Halloween 5: The Revenge of Michael Myers, Dominique Othenin-Girard, 1989) avec Don Shanks
- Halloween 6 : La Malédiction de Michael Myers (Halloween: The Curse of Michael Myers, Joe Chappelle, 1995) avec George P. Wilbur et A. Michael Lerner
- Halloween, 20 ans après (Halloween H20: 20 Years Later, Steve Miner, 1998) avec Chris Durand
- Halloween : Resurrection (Halloween: Resurrection, Rick Rosenthal, 2002) avec Brad Loree
- Halloween (Halloween, Rob Zombie, 2007) avec Daeg Faerch (enfant) et Tyler Mane (adulte)
- Halloween 2 (Halloween 2, Rob Zombie, 2009) avec Chase Wright Vanek (enfant) et Tyler Mane (adulte)
- Halloween (Halloween, David Gordon Green, 2018) avec James Jude Courtney et Nick Castle (caméo)
- Halloween Kills (Halloween Kills, David Gordon Green), 2021) avec James Jude Courtney et Nick Castle (caméo) et Airon Armstrong (flashback de Michael Myers en 1978)
- Halloween Ends (Halloween Ends, David Gordon Green, 2022) avec James Jude Courtney et Nick Castle (caméo)